# مشروع بولونيا

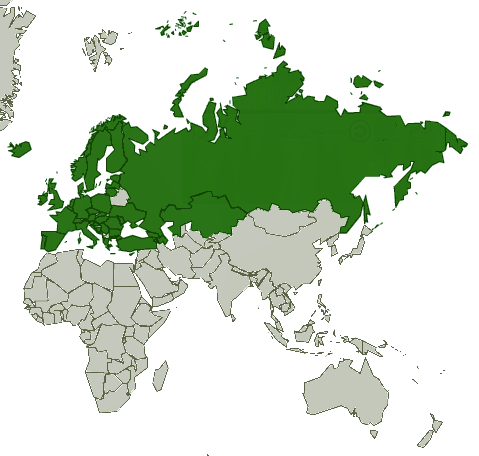

مشروع بولونيا (مدينة في إيطاليا) يقضي بإنشاء فضاء جامعي قبل سنة 2010 متطابق في جميع دول الاتحاد الاوربي، بما يضمن توحيد المعايير النوعية في الدرجات الأكاديمية وذلك تماشياً مع بنود معاهدة لشبونة.